# Filmjahr 1902
Liste der Filmjahre

◄◄ | ◄ | 1898 | 1899 | 1900 | 1901 | Filmjahr 1902 | 1903 | 1904 | 1905 | 1906 | ► | ►►

Weitere Ereignisse

## Ereignisse
- 23. Juni: Jules Greenbaum, ein Berliner Kaufmann, gründet die Deutsche Bioscope GmbH und beginnt Filme zu produzieren.
- Georges Méliès dreht mit Le Voyage dans la lune (Die Reise zum Mond) den ersten Science-Fiction-Film. Die Uraufführung findet am 1. September statt.
- In Österreich wird erstmals zum Zwecke des Kinobetriebes ein eigenes Gebäude errichtet, der Münstedt Kino Palast im Wiener Prater.

## Geboren

### Januar bis März
- 20. Januar: Leon Ames, US-amerikanischer Schauspieler († 1993)

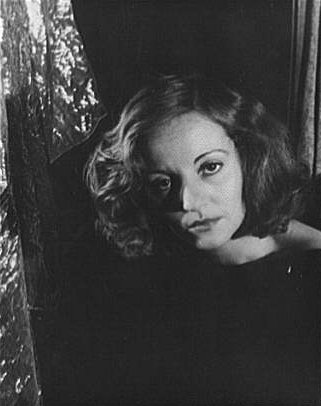
Tallulah Bankhead (* 31. Januar)

- 31. Januar: Tallulah Bankhead, US-amerikanische Schauspielerin († 1968)

- 08. Februar: Jack Luden, US-amerikanischer Schauspieler († 1951)
- 14. Februar: Thelma Ritter, US-amerikanische Schauspielerin († 1969)
- 28. Februar: Elsa Scholten, deutsche Schauspielerin († 1981)

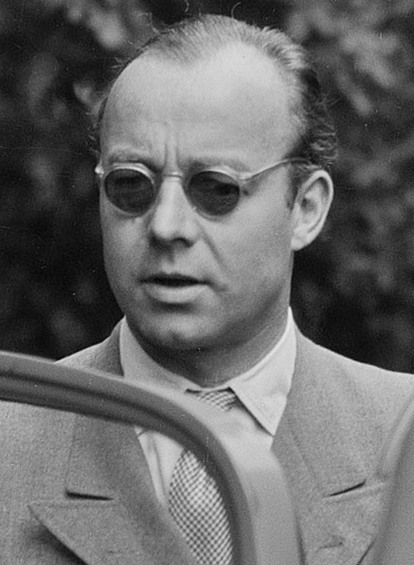
Heinz Rühmann (1946)

- 07. März: Heinz Rühmann, deutscher Schauspieler († 1994)
- 09. März: Will Geer, US-amerikanischer Schauspieler († 1978)
- 12. März: Leslie Fenton, US-amerikanischer Schauspieler († 1978)
- 21. März: Gustav Fröhlich, deutscher Schauspieler († 1987)
- 23. März: Josef von Báky, österreichischer Regisseur († 1966)
- 27. März: Sidney Buchman, US-amerikanischer Drehbuchautor († 1975)
- 27. März: Charles Lang, US-amerikanischer Kameramann († 1998)
- 28. März: Flora Robson, britische Schauspielerin († 1984)
- 29. März: Ludwig Anschütz, deutscher Schauspieler und Hörspielsprecher († 1985)

### April bis Juni
- 08. April: Marion Mack, US-amerikanische Schauspielerin († 1989)
- 20. April: Donald Wolfit, britischer Schauspieler († 1968)
- 21. April: Betty Astor, deutsche Schauspielerin († 1972)
- 25. April: Mary Miles Minter, US-amerikanische Schauspielerin († 1984)
- 25. April: William H. Wright, US-amerikanischer Produzent und Drehbuchautor († 1980)

- 02. Mai: Brian Aherne, englischer Schauspieler († 1986)
- 02. Mai: Werner Finck, deutscher Schauspieler († 1978)

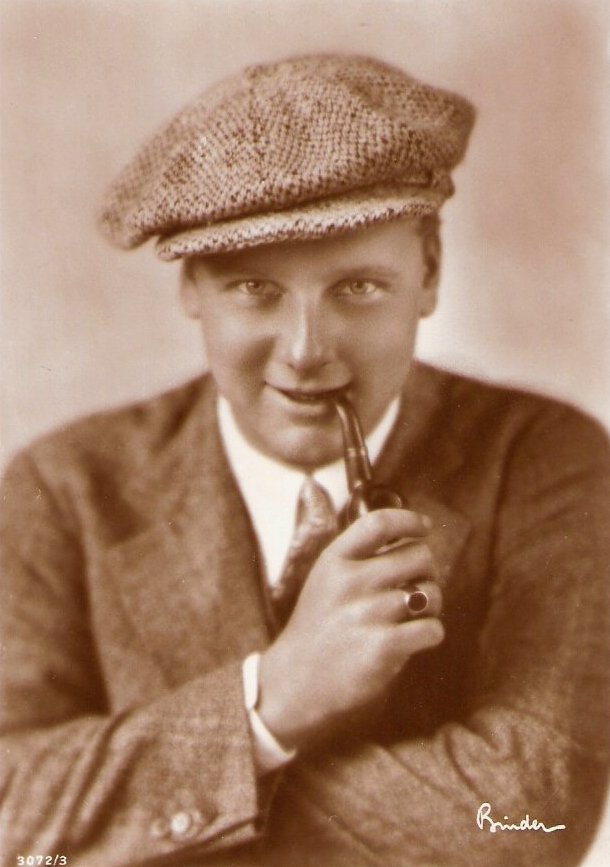
Walter Slezak (um 1928)

- 03. Mai: Walter Slezak, österreichischer Schauspieler († 1983)
- 06. Mai: Max Ophüls, deutscher Regisseur († 1957)
- 10. Mai: Anatole Litvak, russisch-amerikanischer Regisseur († 1974)

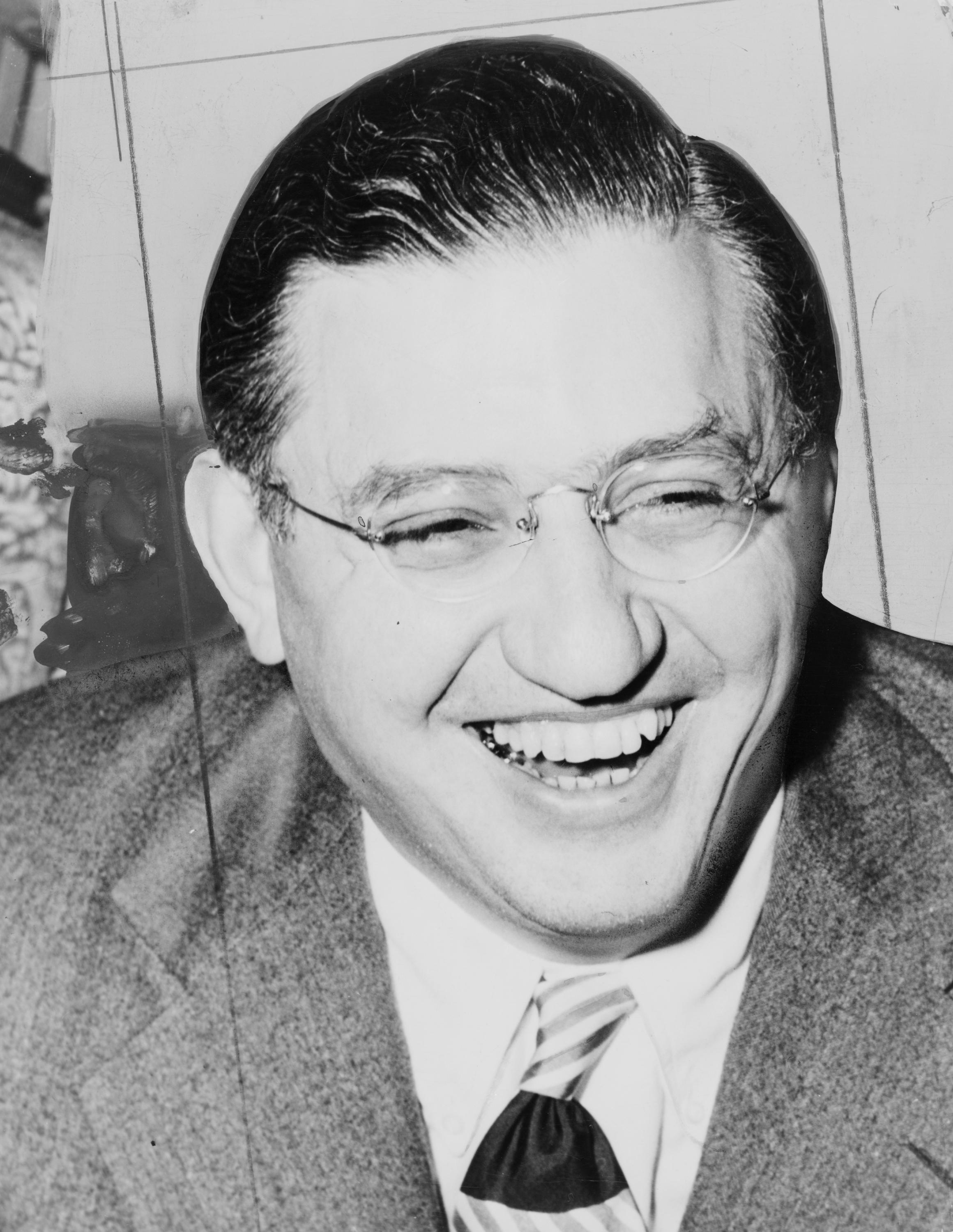
David O. Selznick (* 10. Mai)

- 10. Mai: David O. Selznick, US-amerikanischer Produzent († 1965)
- 15. Mai: Anny Ondra, polnisch-österreichisch-tschechische Schauspielerin († 1987)
- 16. Mai: Jan Kiepura, polnischer Sänger und Schauspieler († 1966)
- 17. Mai: Otto Lüthje, deutscher Schauspieler († 1977)
- 25. Mai: Charles Barton, US-amerikanischer Regisseur († 1981)

- 01. Juni: Leopold Lindtberg, österreichischer Regisseur († 1984)
- 05. Juni: Walter Plunkett, US-amerikanischer Kostümbildner († 1982)
- 06. Juni: Axel Ivers, deutscher Schauspieler, Theaterregisseur, Hörspielsprecher, Bühnenautor und Übersetzer († 1964)
- 17. Juni: Sammy Fain, US-amerikanischer Komponist († 1989)
- 18. Juni: Boris Wassiljewitsch Barnet, sowjetischer Regisseur und Schauspieler († 1965)
- 22. Juni: Marguerite De La Motte, US-amerikanische Schauspielerin und Tänzerin († 1950)
- 29. Juni: Karl-Heinz Schroth, österreichischer Schauspieler († 1989)

### Juli bis September
- 01. Juli: William Wyler, deutsch-US-amerikanischer Regisseur († 1981)
- 21. Juli: Leah Rhodes, US-amerikanische Kostümbildnerin († 1986)

- 07. August: Ann Harding, US-amerikanische Schauspielerin († 1981)
- 10. August: Norma Shearer, kanadische Schauspielerin († 1983)
- 10. August: Curt Siodmak, deutscher Drehbuchautor († 2000)
- 11. August: Lloyd Nolan, US-amerikanischer Schauspieler († 1985)

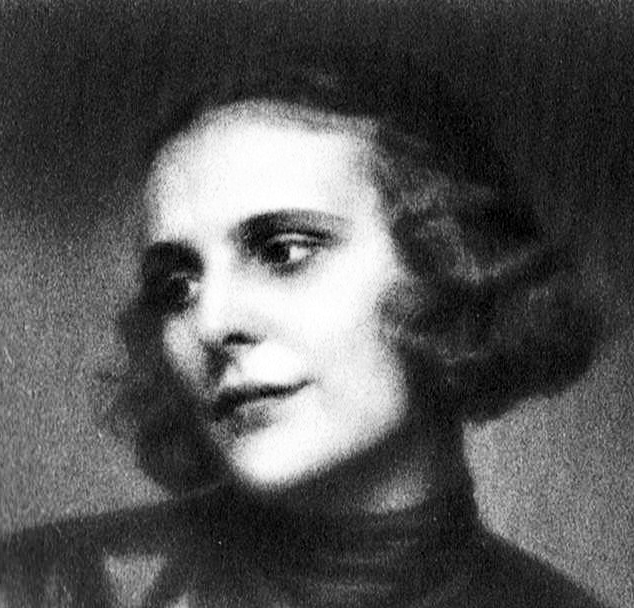
Leni Riefenstahl (* 22. August)

- 22. August: Leni Riefenstahl, deutsche Filmregisseurin, -produzentin und -schauspielerin sowie Drehbuchautorin, Schnittmeisterin, Fotografin und Tänzerin († 2003)

- 05. September: Darryl F. Zanuck, US-amerikanischer Produzent und Regisseur († 1979)
- 18. September: Dino Falconi, italienischer Drehbuchautor und Regisseur († 1990)
- 20. September: Cesare Zavattini, italienischer Drehbuchautor († 1989)
- 22. September: John Houseman, rumänisch-amerikanischer Schauspieler († 1988)
- 28. September: Ed Sullivan, US-amerikanischer Moderator († 1974)

### Oktober bis Dezember
- 05. Oktober: Larry Fine, US-amerikanischer Schauspieler († 1975)
- 09. Oktober: Freddie Young, britischer Kameramann († 1998)
- 18. Oktober: Miriam Hopkins, US-amerikanische Schauspielerin († 1972)
- 28. Oktober: Elsa Lanchester, englische Schauspielerin († 1986)

- 07. November: Luli von Bodenhausen, deutsch-US-amerikanische Schauspielerin († 1951)
- 09. November: Anthony Asquith, britischer Regisseur († 1968)
- 23. November: S. O. Wagner, deutscher Schauspieler, Autor, Hörspielsprecher, Hörspiel- und Theaterregisseur († 1975)
- 23. November: Victor Jory, US-amerikanischer Schauspieler und Hörspielsprecher († 1982)
- 28. November: Hartwig Sievers, deutscher Schauspieler und Hörspielsprecher († 1970)

- 05. Dezember: Emeric Pressburger, ungarischer Regisseur und Drehbuchautor († 1988)
- 09. Dezember: Margaret Hamilton, US-amerikanische Schauspielerin († 1985)
- 11. Dezember: Reginald Le Borg, österreichisch-amerikanischer Regisseur († 1989)
- 12. Dezember: Rose Renée Roth, österreichische Schauspielerin († 1990)
- 11. Dezember: Doris Kiesow, deutsche Schauspielerin († 1973)
- 19. Dezember: Ralph Richardson, britischer Schauspieler († 1983)
- 25. Dezember: Barton MacLane, US-amerikanischer Schauspieler († 1969)
- 30. Dezember: Roy Rowland, US-amerikanischer Regisseur († 1995)